# Prowidencjalizm
Prowidencjalizm, także: prowidencjonizm (łac. providentia „opatrzność”) – pogląd historiozoficzny i filozoficzny uznający Opatrzność za siłę kierującą losami ludzi i świata (np. Bóg-Stwórca czy Bóg-Sędzia). Przekonanie o istnieniu Opatrzności, która czuwa nad światem i dziejami. 

## Występowanie w kulturze i filozofii
Idea boskiej opatrzności pojawia się już w poematach Homera i Hezjoda, w historiografii Herodota, później w antycznej stoickiej myśli filozoficznej (np. Chryzyp, Epiktet, Seneka Młodszy). Pogląd ten wywodzi się z historiozofii św. Augustyna z Hippony (który wprowadził to pojęcie do filozofii): ludzkość, według Boskiego planu, zmierza ku celowi ostatecznemu, jakim jest powrót do stanu sprzed upadku człowieka. Podstawowe założenie wczesnośredniowiecznej historiografii polega na przekonaniu, że zdarzenia dziejowe mieszczą się bez reszty w planie Opatrzności i poprzez nie Bóg realizuje własne zamierzenia i decyzje. Idea prowidencjalizmu występowała także w romantyzmie wśród przedstawicieli tradycjonalizmu oraz mesjanizmu polskiego. Pojawiła się m.in. w Nie-Boskiej komedii Zygmunta Krasińskiego, wyrażona poprzez wizję Chrystusa, jaką otrzymał Pankracy.